# 바비
바비(영어: Barbie)는 미국 캘리포니아주 소재 완구 회사인 마텔이 만든 인형 및 이와 관련된 상품 브랜드이다. 1959년 3월에 출시되었다. 루스 핸들러(Ruth Handler)가 빌드 릴리라고 불리던 독일 인형에 영감을 얻어 만들었다고 알려져 있다. 루스 핸들러는 마텔의 공동 창립자 엘리엇 핸들러의 부인이다.
바비는 마텔의 인형과 장신구 제품의 대표 브랜드 상품으로 다른 가족 구성원들과 수집 가능한 인형들을 포함한다. 바비는 50년 동안 장난감 패션 인형 시장에서 중요한 위치를 점유하였고, 여러 차례의 논쟁과 소송들의 대상이 되었으며, 자주 인형과 인형의 삶의 방식에 대한 패러디가 등장하곤 하였다.
대한민국의 영실업이나 미미월드에서 비슷한 제품을 제조하기도 한다. 요가 바비 인형은 바디에 관절이 있어서 관절을 움직일 수 있다. 또한 토이스토리 시리즈(토이 스토리, 토이 스토리2, 토이스토리3, 토이스토리4)에 바비라는 캐릭터가 나오기도 했다.

## 같이 보기
- 바비 (애니메이션 영화 시리즈)